# Los Álamos, Silao de la Victoria
Los Álamos är en ort i Mexiko.   Den ligger i kommunen Silao de la Victoria och delstaten Guanajuato, i den centrala delen av landet, 290 km nordväst om huvudstaden Mexico City. Los Álamos ligger 1 760 meter över havet och antalet invånare är 393.
Terrängen runt Los Álamos är en högslätt. Runt Los Álamos är det ganska tätbefolkat, med 207 invånare per kvadratkilometer. Närmaste större samhälle är Silao, 4,2 km norr om Los Álamos. Trakten runt Los Álamos består till största delen av jordbruksmark.